# Graphis pseudoanaloga
Graphis pseudoanaloga är en lavart som beskrevs av Vain. Graphis pseudoanaloga ingår i släktet Graphis och familjen Graphidaceae.   Inga underarter finns listade i Catalogue of Life.